# Pantbrev
Ett pantbrev eller bottenpantbrev är ett dokument som används som säkerhet för lån, till exempel bostadslån. Det är utfärdat på ett visst belopp och inom en viss del av det pantsatta objektets totala inteckning (inomläget).

## Historia
Pantbrev är en historisk handling som har levt kvar sedan många år tillbaka. Tidigare var pantbreven fysiska dokument som lämnades in till banken. De lämnades som pant för att få ta lån eftersom det är omöjligt att lämna in själva fastigheten. De vårdades varsamt och fria pantbrev, de som inte lämnats till banken, låg i bankfack. Tidigare var pantbreven enbart skrivna på papper och märkta med stämpelmärken motsvarande stämpelskatten för pantbrevet.

## Syfte
Pantbrevet utfärdas som bevis för att en inteckning av en fastighet har gjorts i fastighetsboken, ägararkivet, hos Lantmäteriets fastighetsinskrivning. Om låntagaren inte kan betala sitt lån och fastigheten måste säljas, kommer den som har pantbrevet att få pengar i första hand. En inteckning i form av ett pantbrev är därför en säkerhet för banken eller utlånaren. 
När en fastighet byter ägare, löser den gamla ägaren sina eventuella lån, får tillbaka sina pantbrev och överlämnar dessa till den nye ägaren som använder dem för sina lån. När man skall ta ett lån och det redan finns obelånade pantbrev som täcker lånebehovet behövs inget nytt pantbrev.

## Regler
En fastighet kan ha mer än ett pantbrev med olika belopp på för att eventuellt kunna användas för olika långivare. För att en långivare skall kunna veta vilka pantbrev som är uttagna på en fastighet utfärdas så kallade gravationsbevis.
Pantbrev utfärdas normalt inom fastighetens taxeringsvärde. Det finns även möjlighet att utfärda ett pantbrev utöver det pantbrev som är utfärdat inom taxeringsvärdet. Ett sådant pantbrev är utfärdat "över skorstenen" det vill säga nära eller till och med över marknadsvärdet. Detta pantbrev har inte fullt lika förutsättningar som "bottenpantbrevet". Det går att sälja fastigheten om den som har bottenlånet medger det. Den som har detta pantbrev får det belopp som är över efter försäljningen. Resterande belopp läggs om till ett lån.
Det går inte sälja en fastighet utan att ett utskrivet pantbrev medföljer. En egendom befrias inte från inteckningsbelåning genom att pantbrevet förstörs eller kastas bort. Pantbrevet bör därför förvaras på ett betryggande sätt.
Pantbrevet är knutet till fastigheten och kan inte föras över mellan fastigheter. Innehavaren av pantbrevet är den som har säkerheten, men ett krav för att panten ska kunna göras gällande rättsligt krävs dock att innehavaren kan visa att pantbrevet (inteckningen) inte bara är i hans eller hennes besittning utan också att det har skett en så kallad pantförskrivning. En pantförskrivning utgörs av en, regelmässigt, skriftlig handling där det framgår att panten ifråga har ställts som säkerhet för fullgörandet av en förpliktelse, i normalfallet betalning av ett upptaget lån.
Ett papperspantbrev är vanligt[källa behövs] mellan privatpersoner och det är något som krävs vid utländsk belåning.

## Pantbrevets utformning
Ett utskrivet pantbrev innehåller ansökningsdag på den dag då det pantbrevet för första gången registrerades. Finns det flera pantbrev så står dessa registreringsdatum med. På pantbrevet står det totala belopp som fastigheten har pantbrev för. Står det bara ett belopp på pantbrevet så finns det bara ett utskrivet pantbrev. Längst ner på pantbrevet står det datum som pantbrevet skrevs ut vid detta tillfället. Det datumet skiljer sig från det datum som är ansökningsdag. 
Med ett utskrivet pantbrev medföljer en följesedel från Kreditmarknadsservice. På följesedeln står fastighetsbeteckningen och ett aktnummer. Aktnumret är gemensamt med de sista siffrorna som finns efter ansökningsdagen på pantbrevet. Det finns även en meddelandetext längst ner på följesedeln där det står att det inkommit en begäran om utskrift av pantbrev från ägararkivet.

## Kostnad
Lantmäteriet hanterar pantbrev men det är vanligt att en bank utför administrationen. Lantmäteriet tar även ut en expeditionsavgift samt en procentsats på pantsumman. 

### Expeditionsavgift
Kostnaden för hantering av pantbrev, administrationen betalas med en fast avgift per uttaget pantbrev. Lantmäteriet tar ut en avgift på 375 SEK och banker som hanterar detta kan utöver detta ta ut ytterligare avgifter på upp mot 825 SEK.

### Procentsats
Lantmäteriet tar ut en avgift för pantbrevet på 2 % av pantbrevsbeloppet. Denna avgift går till statskassan och är inte relaterad till hanteringen av lånet. Pengarna finansierar statens allmänna utgifter. Avgiftens storlek och existens bestäms av regeringen.

## Register
Numera registreras pantbreven elektroniskt, så kallade datapantbrev. Dessa administreras av Lantmäteriet. Äldre pantbrev kan och bör konverteras till datapantbrev. Då riskerar man inte att värdehandlingen försvinner eller förstörs.

## Ägarhypotek
Ägarhypotek uppstår när pantbrev inte är pantsatt eller endast pantsatt för en del av pantbrevets belopp.
Fastighetens eller fartygets ägare är berättigad att erhålla tilldelning med pantbrevets belopp eller vid pantsättning för del av pantbrevets belopp med skillnaden mellan pantbrevets belopp och fordran.
Tillägg beräknas inte vid ägarhypotek.